# Cyperus sensilis
Cyperus sensilis là loài thực vật có hoa trong họ Cói. Loài này được Baijnath mô tả khoa học đầu tiên năm 1976.